# Love Like Oxygen
«Sanso Gateun Neo (Love Like Oxygen)» —en coreano: «산소 같은 너 (Love Like Oxygen)»— es el primer sencillo del primer álbum de estudio de la boy band sur-coreana Shinee, The Shinee World. El sencillo es una versión de la canción "Show the World" del cantante danés Martin Hoberg Hedegaard ganador de lo X-Factor, escrito originalmente por la producción danesa de Thomas Troelsen, Remee y Lucas Secon. Aunque la versión de Shinee es un cover, el contenido de la canción y el mensaje es un poco diferente.

## Video musical
El video musical muestra a los chicos bailando en una habitación blanca, vestido con ropa de colores y, a continuación, vestidos de blanco y negro cerca del final. Cambia de escena a los niños en un club con las fotos individuales de sus partes solistas. El baile fue coreografiado por el bailarín japonés Rino Nakasone.

## Lanzamiento
El SM Entertainment comenzó a promover "Love Like Oxygen" como el grupo del primer sencillo del Corea del Sur. El grupo fue a Tailandia en noviembre de 2008, en el que el sencillo se convirtió en número uno (y el álbum). SM Entertainment continuó lanzando "Love Like Oxygen" a través de la Asia a principios de 2009. El sencillo y álbum también fue lanzado en Taiwán.

## Lista de canciones
| N.º | Título                                               | Duración |  |
| 1.  | «Love Like Oxygen» (산소 같은 너 (Love Like Oxygen)) | 3:02     |  |
| 2.  | «Love Like Oxygen» (Instrumental)                    | 3:02     |  |

## Posicionamiento en listas
| Lista (2008)       | Mejores posiciones |
| ------------------ | ------------------ |
| Gaon Singles chart | 1                  |